# 2799 Юстус
2799 Юстус (2799 Justus) — астероїд головного поясу, відкритий 25 вересня 1960 року.
Тіссеранів параметр щодо Юпітера — 3,517.